# Bataille de Chimbo
Guerre d'indépendance de l'Équateur
Batailles
m
Révolution de Quito (1809-1812)
- Paredones
- Verdeloma (1)
- Chimbo
- Mocha
- El Panecillo
- Ibarra (1)

Campagne de Guayaquil (1820-1821)
- Guayaquil
- Camino Real
- Huachi (1)
- Verdeloma (2)
- Tanizahua

Campagne de Quito (1821-1822)
- Yaguachi
- Huachi (2)
- Riobamba
- Pichincha

Rencontre de Guayaquil (26 juillet 1822)
Ibarra (2) (17 juillet 1823)
La bataille de Chimbo est un affrontement militaire livré le 25 juillet 1812 aux alentours de la ville de San José de Chimbo (es), dans l'actuelle province équatorienne de Chimborazo où s'affrontent les armées de l'État de Quito (es), commandées par le colonel Carlos de Montúfar, et celles de l'Empire espagnol, dirigées par le colonel Manuel Arredondo.

## Contexte
La bataille a lieu dans le cadre des guerres d'indépendance hispano-américaines, et le peuple de Quito se bat pour maintenir l'indépendance déclarée un an plus tôt, le 11 octobre 1811. De leur côté, les Espagnols de Lima, Guayaquil et Santafe de Bogota cherchent à ce que le territoire rebelle de la Real Audiencia de Quito revienne sous le commandement des autorités espagnoles.

## Déroulement
La bataille a lieu le matin du 25 juillet 1812, sur une plaine près des villes de Guaranda et San José de Chimbo (es), où les deux armées se rencontrent et la bataille se termine par la victoire de l'armée de Quito et le retrait d'Arredondo et ses troupes,. Une participation exceptionnelle à cet événement est celle du Dr Antonio Ante, qui s'est enrôlé dans l'armée quiteña bien qu'il soit député de la province de Guaranda devant le Sénat dans la ville de Quito.

## Suites
Ce premier et unique triomphe militaire de l'État de Quito (es), est suivi par la bataille de Mocha, menée dans les environs de la ville d'Ambato le 2 septembre et qui force l'armée de Quito à se retirer vers la vallée de Los Chillos.